# 大崎廣小路站
大崎廣小路站（日语：／ Ōsaki-hirokōji eki */?）是一個位於東京都品川區大崎四丁目，屬於東急電鐵池上線的鐵路車站。車站編號是IK02。

## 歷史
當初是池上線的終點站。當時此站前往五反田站需要徒步轉乘，但與北鄰的五反田站的站間距離只有約340公尺，非常接近。事實上往大崎站也在徒步距離內。
昭和中期提出的泉岳寺線建設計畫，規劃將把本站在內的部分池上線廢除，並在本站與戶越銀座站之間新建桐谷站，從該站進入泉岳寺線與都營地下鐵三田線相互直通運轉。
為了進行山手通的架道橋架取代工程，在2008年至2014年間，大堂進行了改建工程。過去出入車站時經常需要上落幾級階梯，改建工程後無障礙化。

### 年表
- 1927年（昭和2年）10月9日，開業[1]。

- 1928年（昭和3年）6月17日 - 池上電気鐵道本站 - 五反田間開通，本站為終點站。
- 1934年（昭和9年）10月1日 - 目黑蒲田電鐵（現在東急的前身）吸收合併池上電気鐵道。

## 站名由來
廣小路意為寬廣的街道，站名取自站旁的大崎廣小路。

## 車站結構

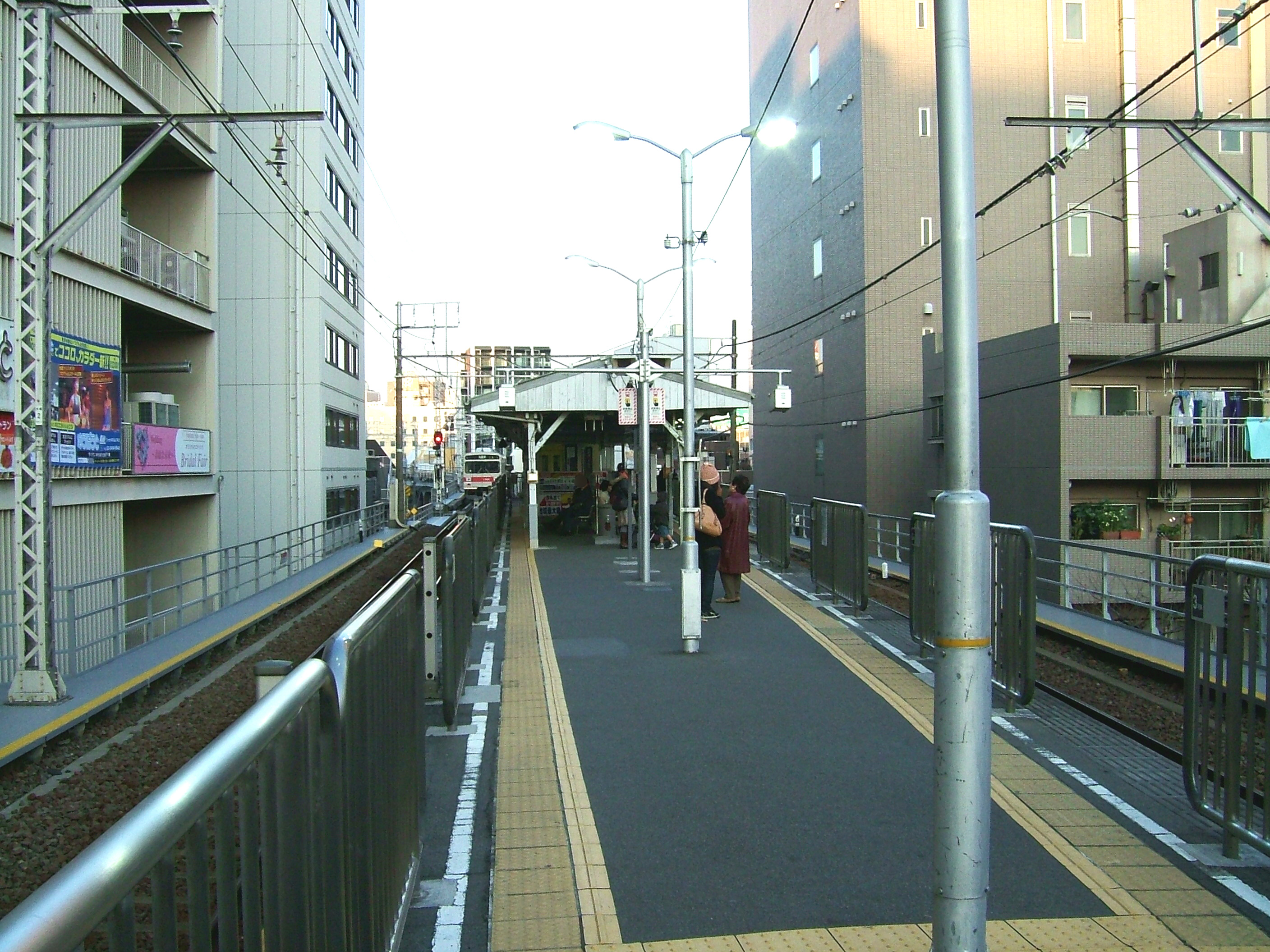
月台（2007年12月26日）

本站是島式月台1面2線高架車站。
月台與剪票口之間有階梯與電梯。
廁所在1樓付費區內。

### 月台配置
| 月台 | 路線   | 方向 | 目的地                     |
| ---- | ------ | ---- | -------------------------- |
| 1    | 池上線 | 下行 | 旗之台、雪谷大塚、蒲田方向 |
| 2    | 池上線 | 上行 | 五反田方向                 |

（來源：東急電鐵:車站構內圖（页面存档备份，存于））

## 使用情況
2016年度1日平均上下車人次為8,195人。
近年1日平均上下車人次、上車人次如下表。
| 年度               | 1日平均 上下車人次 | 1日平均 上車人次 | 來源     |
| ------------------ | ------------------ | ---------------- | -------- |
| 1990年（平成02年） |                    | 3,934            | [ * 1 ]  |
| 1991年（平成03年） |                    | 4,046            | [ * 2 ]  |
| 1992年（平成04年） |                    | 3,896            | [ * 3 ]  |
| 1993年（平成05年） |                    | 3,592            | [ * 4 ]  |
| 1994年（平成06年） |                    | 3,553            | [ * 5 ]  |
| 1995年（平成07年） |                    | 3,604            | [ * 6 ]  |
| 1996年（平成08年） |                    | 3,573            | [ * 7 ]  |
| 1997年（平成09年） |                    | 3,512            | [ * 8 ]  |
| 1998年（平成10年） |                    | 3,408            | [ * 9 ]  |
| 1999年（平成11年） |                    | 3,421            | [ * 10 ] |
| 2000年（平成12年） |                    | 3,427            | [ * 11 ] |
| 2001年（平成13年） |                    | 3,449            | [ * 12 ] |
| 2002年（平成14年） | 6,992              | 3,468            | [ * 13 ] |
| 2003年（平成15年） | 7,349              | 3,645            | [ * 14 ] |
| 2004年（平成16年） | 7,592              | 3,759            | [ * 15 ] |
| 2005年（平成17年） | 7,632              | 3,705            | [ * 16 ] |
| 2006年（平成18年） | 8,053              | 3,921            | [ * 17 ] |
| 2007年（平成19年） | 8,494              | 4,123            | [ * 18 ] |
| 2008年（平成20年） | 8,882              | 4,282            | [ * 19 ] |
| 2009年（平成21年） | 8,821              | 4,225            | [ * 20 ] |
| 2010年（平成22年） | 8,679              | 4,159            | [ * 21 ] |
| 2011年（平成23年） | 8,389              | 4,008            | [ * 22 ] |
| 2012年（平成24年） | 8,387              | 3,995            | [ * 23 ] |
| 2013年（平成25年） | 7,651              | 3,605            | [ * 24 ] |
| 2014年（平成26年） | 7,733              | 3,688            | [ * 25 ] |
| 2015年（平成27年） | 7,977              | 3,831            | [ * 26 ] |
| 2016年（平成28年） | 8,195              |                  |          |

## 車站周邊
- 立正大學品川校區

- 警視廳大崎警察署（日语：大崎警察署）

- 就勞移行支援事業・元氣品川（页面存档备份，存于）
- 池上線五反田高架下
- 大崎郵便局（日语：大崎郵便局）
- TOC（東京批發中心）大樓（日语：TOCビル）
  - TOC大樓內郵便局
- 國道1號（第二京濱（日语：第二京浜国道））
- 山手通
- 中原街道（日语：中原街道）
- TAKIGEN製造（日语：タキゲン製造）本社、東京店
- 城南信用金庫（日语：城南信用金庫）本店
- 東日本旅客鐵道（JR東日本）山手線、都營地下鐵淺草線 五反田站（東北方）
- JR東日本山手線、埼京線、湘南新宿線、東京臨海高速鐵道臨海線 大崎站（東南方）

## 可供轉乘的巴士路線

### 「大崎廣小路」停留所
- 東急巴士
  - 山手通西向
    - <澀41> 往澀谷站（經中目黑站）

  - 山手通東向
    - <澀41> 往大崎站西口、大井町站

  - 中原街道北向
    - <澀72,反01,反02,反11> 往五反田站

  - 第二京濱南向
    - <澀72> 往澀谷站東口（經瀧泉寺｜瀧泉寺（日语：目黑不動尊）、惠比壽站）
    - <反01> 往川崎站西口北（經荏原營業所（日语：東急バス荏原営業所）、池上警察署（日语：池上警察署））
    - <反02> 往池上警察署（經荏原營業所）
    - <反11> 往世田谷區民會館（日语：世田谷区民会館）（經武藏小山、學藝大學站）

## 相鄰車站
東急電鐵
 池上線
五反田（IK01）－大崎廣小路（IK02）－戶越銀座（IK03）

## 延伸閱讀
- 宮田道一. . JTBパブリッシング. 2008-09-01. ISBN 9784533071669.

## 外部連結
- 大崎廣小路（各站資訊） - 東急電鐵